# Lorain (Ohio)
Lorain je město v okrese Lorain County ve státě Ohio ve Spojených státech amerických. Leží v severovýchodní části Ohia na pobřeží Erijského jezera, asi 40 kilometrů západně od Clevelandu na řece Black River. Jde o deváté nejlidnatější město v Ohiu a třetí nejlidnatější město v clevelandské metropolitní oblasti. V okrese Lorain County je zároveň nejlidnatějším městem. Leží v oblasti zvané Rust Belt. 
K roku 2020 zde žilo 66 211 obyvatel. S celkovou rozlohou 62 km² byla hustota zalidnění 1 067 obyvatel na km². Založeno bylo v roce 1807. Ve městě sídlí Lorain Palace Theatre. 